# Гигатли-Урух
Гигатли-Урух (чамал. Лъесала) — село в Цумадинском районе Дагестана Российской Федерации. Входит в состав сельского поселения Гигатлинский сельсовет.

## Географическое положение
Расположено на левом берегу реки Андийское Койсу, в 4,5 км к северо-востоку от центра сельского поселения — села Гигатль и в 6 км к северо-востоку от районного центра — села Агвали.

## Население
| 1939 | 1970 | 1989 | 2002 | 2003 | 2004 | 2007 |
| ---- | ---- | ---- | ---- | ---- | ---- | ---- |
| 178  | ↗183 | ↗242 | ↗316 | ↘314 | ↘304 | ↗338 |
| 2010 | 2021 |      |      |      |      |      |
| ↘268 | ↘253 |      |      |      |      |      |

Гигатли-Урух - одно из чамалалских сел в Цумадинском районе. По данным Всероссийской переписи населения 2010 года в селе проживало 268 человек.

## Известные уроженцы
- Иман Мухаммад Гагатлинский — наиб имама Шамиля.
- Сажидов, Сажид Халилрахманович — 2-хкратный чемпион Европы, 2-хкратный чемпион мира по вольной борьбе.